# Pat Morita
Noriyuki "Pat" Morita (Isleton, Califòrnia, 28 de juny de 1932 − Las Vegas, Nevada, 24 de novembre de 2005), actor estatunidenc, principalment conegut pel seu paper com el senyor Miyagi en la saga cinematogràfica Karate Kid.

## Biografia
Els seus pares eren uns immigrants japonesos que es dedicaven a la venda ambulant de fruita. Als dos anys va patir una greu malaltia (tuberculosi espinal) que el va deixar pràcticament invàlid fins als onze anys, quan finalment se li van soldar quatre vèrtebres. Va creure que mai tornaria a caminar, però es va recuperar després d'un llarg esforç per tornar-hi. La seva afició per la interpretació ve d'aquest llarg període de tractaments hospitalaris, perquè no va poder socialitzar massa amb altres nens, Morita pintava cares als seus mitjons i inventava les seves pròpies històries.
Després de la seva recuperació, Morita no va poder gaudir de la seva salut recent restablerta. Els Estats Units estaven en plena Segona Guerra Mundial, i ell va passar de l'hospital, al camp d'internament a Arizona on la seva família estava reclosa, per la seva nacionalitat japonesa. En aquest camp va romandre fins a acabada la guerra. Allí, va trobar consol en un sacerdot catòlic, amb el qual entaula amistat i del que prendria el nom de Pat, que triaria més endavant com a nom artístic.
Després de la Guerra, la seva família va obrir un restaurant, l'Ariake Chop Suey, a Sacramento i Morita, a més d'exercir de cambrer, entretenia els clients com a animador dels sopars en grup.
Al mateix temps, Morita es va graduar a l'institut de Fairfield, llicenciant-se en aeronàutica. Va arribar a treballar com a tècnic aeronàutic en la companyia aeroespacial Aerojet-General.
Morita, que en aquesta època tenia 30 anys, estava casat i tenia una filla, va decidir començar a actuar a clubs nocturns com a còmic sota el pseudònim de the Hip Nip. Es va unir al grup The Groundlings (grup de còmics fundat per Gary Austin en 1974 a Los Angeles), que participaven del moviment de l'anomenada comèdia improvisada (esquetxos còmics que no tenien guió ni planificació). El pas per aquest grup, com a molts dels seus companys, li va obrir les portes de la televisió i el cinema.
El seu primer paper en cinema va ser una petita intervenció en la pel·lícula Millie, una noia moderna (1967) dirigida per George Roy Hill. Comèdia musical amb música d'Elmer Bernstein, protagonitzada per Julie Andrews. Morita feia un estereotipat paper de company del personatge malvat.
Temps després, Morita interpreta al capità coreà Sam Pak en la mítica sèrie televisiva M*A*S*H. Després, va venir un paper més continuat en la sèrie Happy Days, on donava vida a Arnold (Matsuo "Arnold" Takahashi). Morita va deixar la sèrie després de la primera temporada (1975-1976) per a protagonitzar una sèrie pròpia titulada Mr. T and Tina a la cadena ABC. La sèrie va ser cancel·lada quan portava només un mes en antena i Morita va reprendre el seu rol d'Arnold en Happy Days, però de forma eventual, com estrella convidada.
L'any 1984 li van oferir el paper del sensei Kesuke Miyagi, el mentor del jove Karate Kid (Daniel Larusso interpretat per Ralph Macchio), paper pel qual seria recordat a tot el món. Es va fer famosa la frase "Donar cera, polir cera". Aquest paper li va reportar una nominació als Oscar al millor actor secundari. Malgrat el que es pugui creure per la seva excel·lent interpretació, Morita mai va practicar formalment arts marcials, de fet, la majoria de les seves escenes de karate van ser realitzades per un doble (Fumio Demura).
La pel·lícula tindria dues seqüeles més amb Macchio (Karate Kid 2, Karate Kid 3 i El nou Karate Kid en les quals el Sr. Miyagi va continuar el seu paper de mestre, ensenyant arts marcials a una jove Hilary Swank, que llavors començava la seva carrera.
Encara que l'anglès de Morita tenia un perfecte accent nord-americà, en els seus papers televisius i cinematogràfics, havia de fingir, per exigències del guió, un accent japonès o coreà.
L'any 2004, Morita va rodar tres projectes cinematogràfics (un d'ells de protagonista) que no es van estrenar fins al 2007, de manera pòstuma. Va morir de mort natural als 73 anys a la seva casa de Las Vegas (Nevada), en ple rodatge de la pel·lícula Princess.

## Filmografia
- 1967 - Millie, una noia moderna (Thoroughly Modern Millie) de George Roy Hill
- 1974 - Happy days
- 1976 - La batalla de Midway
- 1980 - El dia de la fi del món (When Time Ran Out) de James Goldstone
- 1981 - Lluna plena en Full High (Full Moon High) de Larry Cohen
- 1984 - Karate Kid (The Karate Kid) de John G. Avildsen
- 1986 - Karate Kid 2 (The Karate Kid, Part II) de John G. Avildsen
- 1987 - Captive Hearts de Paul Almond
- 1989 - Karate Kid 3 (The Karate Kid III) de John G. Avildsen
- 1992 - Lluna de mel per a tres (Honeymoon in Vegas) d'Andrew Bergman
- 1993 - Even Cowgirls Get the Blues de Gus Van Sant
- 1993 - American Ninja V de Bobby Jean Leonard
- 1994 - El nou Karate Kid (The Next Karate Kid) de Christopher Cain
- 1995 - Captured Alive de Cris Maclntyre
- 1995 - Singapore Sling: Road to Mandalay, de John Laing
- 1995 - Timemaster de James Glickenhaus
- 1996 - Earth Minus Zero de Joey Travolta
- 1996 - Contacte sanguinari 2 (Bloodsport 2) d'Alan Mehrez
- 1997 - Bloodsport 3 d'Alan Mehrez
- 1998 - Mulan de Tony Bancroft (veu del "Emperador" xinès)
- 1998 - I'll remember april de Bob Clark
- 1999 - Gone to Maui de Robert C. Thompson
- 1999 - Coyote Moon de John G. Avildsen
- 2001 - Shadow Fury de Makoto Yokoyama
- 2001 - Volcano High School (Whasango) de Tae-gyun Kim
- 2002 - The Biggest Fan de Richard Limp
- 2004 - Love Me Tender (Elvis Has Left the Building) de Joel Zwick

## Nominacions
- 1985: Oscar al millor actor secundari per Karate Kid[6]
- 1985: Globus d'Or al millor actor secundari per Karate Kid
- 1986: Globus d'Or al millor actor secundari en sèrie, minisèrie o telefilm per Amos
- 1986: Primetime Emmy al millor actor secundari en minisèrie o especial per Amos